# Kotělniki (stanice metra v Moskvě)
Kotělniki  (rusky Котельники) je stanice moskevského metra na Tagansko-Krasnopresněnské lince. Je to východní konečná na této lince. Stanice je pojmenována podle města na jehož území se nachází.

## Charakter stanice
Stanice Kotělniki se nachází v mikrorajonu Opytnoje polje, který je součástí města Kotělniki v Moskevské oblasti. Stanice disponuje dvěma podzemními vestibuly, které jsou propojeny s nástupištěm pomocí eskalátorů a výtahu. Tato stanice je unikátní tím, že východy (z každého vestibulu dva) z jejích vestibulů vycházejí na území tří měst. Severozápadní vestibul má východ do moskevské čtvrti Žulebino a na území města Ljubercy. Východy z východního vestibulu se nacházejí na území města Kotelniki. Konstrukčně se stanice Kotelniki velmi podobá stanici Žulebino, avšak je laděna do živějších barev, jsou zde zaoblené sloupy a má plochý strop. Podlaha stanice je vydlážděna červenou žulou, stěny jsou obloženy světlošedou žulou a mramorem a dekorativními vložkami z nerezavějící oceli.
Ve stanici Kotělniki bylo otestováno několik technologických novinek, které se možná rozšíří i do dalších stanic Moskevského metra. Jedná se například o automaty, kde je možno zakoupit zrnkovou kávu, občerstvení či zmrzlinu, dále se zde nachází zařízení pro balení deštníků do polyethylenové fólie či zařízení pro čtení kontaktních bankovních karet na vstupních turniketech.
Do budoucna se počítá s vybudováním přestupního terminálu pro dálkové autobusy a záchytné parkoviště spolu s možností výstavby dalších dvou východů z vestibulů.